# Bataille du Fort-Royal
Ne doit pas être confondu avec Bataille de Fort-Royal.
Guerre de Hollande
Batailles
- Groenlo (06-1672)
- Solebay (06-1672)
- Zutphen (06-1672) (nl)
- Coevorden (06-1672)
- Nimègue(07-1672)
- Groningue (07-1672)
- Saint-Lothain (02-1673)
- Schooneveld (1re) (06-1673)
- Maastricht (06-1673)
- Schooneveld (2de) (06-1673)
- Texel (08-1673)
- Bonn (11-1673)
- Arcey (01-1674)
- Pesmes (02-1674)
- Gray (02-1674)
- Scey-sur-Saône (03-1674)
- Chariez (03-1674)
- Vesoul (03-1674)
- Arbois (03-1674)
- Orgelet (03-1674)
- Besançon (04-1674)
- Dole (05-1674)
- Sinsheim (06-1674)
- Salins (06-1674)
- Belle-Île (06-1674)
- Lure (07-1674)
- Faucogney (07-1674)
- Sainte-Anne (07-1674)
- Fort-Royal (07-1674)
- Seneffe (08-1674)
- Entzheim (10-1674)
- Mulhouse (12-1674)
- Turckheim (01-1675)
- Stromboli (02-1675)
- Fehrbellin (06-1675)
- Salzbach (07-1675)
- Consarbrück (08-1675)
- Altenheim (08-1675)
- Alicudi (01-1676)
- Agosta (04-1676)
- Philippsburg (05-1676)
- Palerme (06-1676)
- Maastricht (07-1676)
- Valenciennes (11-1676)
- Tobago (03-1677)
- Saint-Omer (03-1677)
- Cambrai (03-1677)
- La Peene (Cassel) (04-1677)
- Ypres (03-1678)
- Rheinfelden (07-1678)
- Saint-Denis (08-1678)

La bataille du Fort-Royal, également appelée bataille du rhum, est un événement de la guerre de Hollande. Le 20 juillet 1674, une force amphibie commandée par l'amiral Michiel de Ruyter tente en vain de prendre la Martinique défendue par la garnison française du Chevalier de Sainte-Marthe retranchée dans le Fort-Royal de la Martinique.

## Contexte
L'insolente réussite économique de la petite république calviniste des Provinces-Unies, essentiellement basée sur une flotte de guerre et commerciale, provoque l'agacement du roi de France Louis XIV et de Colbert qui entendent bien briser la suprématie économique hollandaise en limitant l’écoulement de ses marchandises en France par l'instauration de droits douaniers prohibitifs. Colbert veut surtout éradiquer la mainmise des Provinces-Unies sur le commerce de ses nouvelles possessions américaines insulaires, à la suite de l'introduction massive de produits hollandais à cause de l'incapacité de la Compagnie française des Indes occidentales à pouvoir les ravitailler régulièrement, entraînant la vente par les colons français de leur sucre brut antillais aux négociants néerlandais plutôt qu'aux Français. Le 10 juin 1670, il promulgue l'ordonnance sur l'Exclusif qui interdit aux puissances étrangères de faire du commerce avec les îles françaises des Antilles.
Le 23 janvier 1672, Louis XIV informe le gouverneur général des îles françaises d'Amérique, Jean-Charles de Baas, de sa résolution de faire la guerre à la Hollande et lui demande d’accélérer la construction du Fort-Royal de la Martinique en vue d'une inéluctable attaque hollandaise sur les îles françaises. Le 7 avril 1672, après de délicates manœuvres diplomatiques visant à isoler les Provinces-Unies, le roi de France se sent suffisamment armé pour déclencher, avec l'appui de son allié anglais, la guerre de Hollande. Parallèlement, les Anglais, alliés des Français, s'emparent de deux territoires néerlandais aux Antilles, Saint-Eustache et Saba, alors que Baas échoue en 1673 dans sa tentative de prendre Curaçao, principal entrepôt hollandais dans la zone, mais y fait des ravages.
La réaction hollandaise sur le front antillais ne se fait pas attendre. Une fois conclu un traité de paix avec l’Angleterre, les Provinces-Unies lancent un plan musclé et ambitieux visant à prendre la Martinique dont elle confie le commandement en chef à son plus prestigieux marin, l'amiral Michiel de Ruyter.

## Déroulement
Ruyter quitte la Hollande le 8 juin 1674 avec une flotte impressionnante d'une quarantaine de navires composée de 18 vaisseaux de ligne, d'une vingtaine de flûtes et de 6 brûlots armés de mille cents canons et montés par quelque 3 400 marins renforcés de 4 000 soldats. Dans un mémoire rédigé après la bataille, le gouverneur-général de Baas assure que les forces de l’ennemi « estoient grandes et le nombre de ses troupes formidables ! » À bord du navire-amiral se trouve le comte de Stirum qui a d'avance été nommé gouverneur de la Martinique par son gouvernement, sûr de l'issue du combat.
Le 19 juillet 1674, l'escadre hollandaise croise du côté des Anses d'Arlet, portée par un vent faible qui ralentit sa progression, offrant un temps de préparation supplémentaire inespéré aux défenseurs de l'île pris de court face à cette arrivée soudaine. Le gouverneur-général de Baas étant malade, la défense française s'organise sous la direction du gouverneur particulier de l'île, le Chevalier de Sainte-Marthe, qui ne dispose que d'une troupe de 161 hommes, composée des marins du vaisseau du roi Les Jeux, de miliciens venus de Saint-Pierre et du bourg de Fort-Royal, et de quelques colons, dont le plus célèbre est Guillaume d'Orange, qui a naguère combattu les Caraïbes aux côtés de Jacques Dyel du Parquet. La flotte française est composée de deux navires de guerre, le vaisseau du roi Les Jeux, doté de 44 canons et commandé par le marquis d'Amblimont, et la flûte de Saint-Malo, ainsi que de six bateaux marchands, dont un armé de 22 canons. Tous mouillent dans l'anse du Carénage.
Poussé par la brise matinale, Ruyter arrive le 20 juillet dans la baie de Fort-Royal. Sainte-Marthe et sa troupe se positionnent derrière les palissades situées à l'entrée du Fort-Royal. Les navires hollandais ne devant surtout pas gagner l'anse du Carénage, située à droite du fort et lieu idéal pour débarquer les troupes au sol, Baas fait couler trois navires marchands dans la passe du Carénage pour en bloquer l'accès. Comme il ne peut approcher, l'amiral de Ruyter pilonne le fort sous un déluge de feu et fait tirer au canon sur la savane marécageuse envahie de roseaux qui s'étend sur la gauche du fort pour couper toute résistance de ce côté-là, puis il fait débarquer à bord de chaloupes 4 000 hommes sur le rivage qui prennent position dans la partie marécageuse récemment asséchée de la savane, qui n'abrite que quelques fermettes et entrepôts de commerce.
Sainte-Marthe essaie alors de tromper Ruyter en faisant défiler ses 161 hommes disponibles sur le chemin de ronde du fort pour lui faire croire qu'une petite armée en constitue la garnison. La ruse fonctionne et les officiers hollandais, estimant que leurs hommes affaiblis par 40 jours de mer ont besoin de repos avant de se lancer à l'assaut d'un fort aussi bien défendu, leur donnent quartier libre pour la journée, avant de les lancer à l'attaque du fort en fin de journée. Les soldats hollandais se précipitent finalement en confusion pour emporter les palissades et assiéger le fort. Les Français résistent courageusement. Sous le feu croisé des Français embusqués derrière les palissades du fort, des canons du fort et surtout de ceux du vaisseau royal Les Jeux ancré dans la baie du Carénage, les Hollandais laissent entre 1 000 et 1 300 hommes à terre, dont le comte de Stirum. Devant ce carnage, l'amiral de Ruyter, dont le fils a été grièvement blessé dans la bataille, ordonne la retraite. Le sort de la bataille vient de tourner à l'avantage des Français chez qui on ne déplore que 6 tués, dont Guillaume Dorange.
D'autres quiproquos émaillent cette bataille. Les Hollandais se retirent en utilisant pour leur protection des tonneaux de guildive faisant un vacarme épouvantable. Croyant au contraire qu'ils se préparent à l'assaut final, Sainte-Marthe, qui estime que ses hommes épuisés ne peuvent plus tenir, se résigne à évacuer le fort dans la nuit et y fait hisser le pavillon des Provinces-Unies. Mais au petit jour du 21 juillet, les Français sont surpris de n'entendre aucun bruit sur le rivage et de voir la flotte hollandaise faire voile vers le large en renonçant à la conquête de l'île. En arrivant dans la baie de Fort-Royal, les renforts envoyés dans la nuit par le marquis de Baas au chevalier de Sainte-Marthe aperçoivent le pavillon hollandais flotter sur le fort et annoncent par erreur au gouverneur-général la chute de Fort-Royal entre les mains de l'ennemi. Il n'en est rien, car malgré la disproportion des forces, les Français ont bien remporté la bataille.

### La bataille du rhum
La bataille du Fort-Royal reste gravée dans la mémoire collective sous le nom de bataille du rhum, notamment grâce au récit qu'en donne le père Jean-Baptiste Labat dans son Nouveau voyage aux isles de l'Amérique, selon lequel le comte de Stirum, qui conduit les Hollandais lors du débarquement à la savane, ne rencontrant aucune résistance laisse ses soldats se disperser et piller quelques magasins bâtis près du port et contenant les provisions destinées aux navires qui hivernent. Les soldats hollandais trouvent les entrepôts du port ouverts comme par hasard et se jettent sur les barriques de vin et de guildive. La plupart sont ivres au moment où leur commandant veut les mener à l'assaut et ils se précipitent en confusion pour assiéger le fort. Leur ardeur militaire s'en trouve considérablement amollie et ils sont décimés par les tirs nourris des deux navires français. C'est là que se trouverait la clef de la victoire française.

## Conséquences
Pour commémorer cette bataille dans laquelle Louis XIV voit l'une des grandes victoires de son règne, il fait frapper une médaille portant la mention : « Les Bataves défaits et mis en fuite à la Martinique 1674. »
Le rôle stratégique de la Martinique, et particulièrement de la baie de Fort-Royal et de son fort, sortent renforcés de cette bataille. Le 4 décembre 1674, un édit royal intègre la Martinique et la Guadeloupe au domaine royal, mettant ainsi fin au règne des compagnies qui ont failli à développer ces possessions américaines. Toutes les conditions sont réunies pour accroître l'exploitation de l'or blanc, le sucre.
Cet épisode laisse son nom à la baie de Fort-Royal qui est dorénavant appelée baie des Flamands. Le boulevard situé au pied du fort Saint-Louis porte le nom du chevalier de Sainte-Marthe en souvenir de cette victoire.